# Edmund Sobkowiak

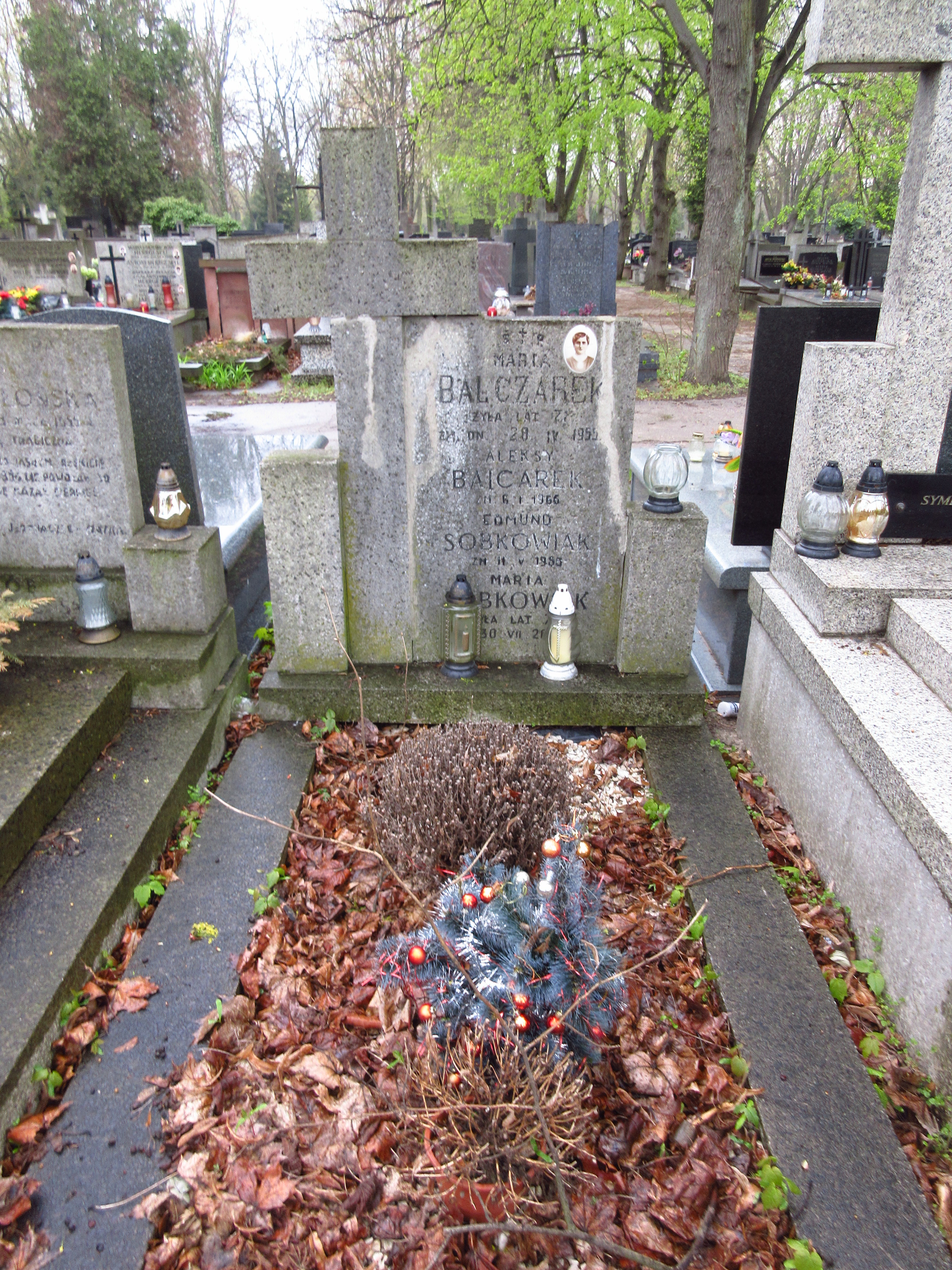
Grób Edmunda Sobkowiaka na cmentarzu Bródnowskim w Warszawie

Edmund Sobkowiak (ur. 25 stycznia 1914 w Poznaniu, zm. 11 maja 1988 w Warszawie) – polski bokser, wicemistrz Europy, olimpijczyk, powstaniec warszawski.

## Życiorys
Urodzony na Chwaliszewie, w rodzinie Wojciecha i Michaliny z Frąckowiaków. Później mieszkał z rodziną na Jeżycach. Miał siedmioro rodzeństwa. Walczył na ringu bokserskim w kategoriach muszej i koguciej. Był wychowankiem i zawodnikiem klubu Warta Poznań, następnie Skody Warszawa, Okęcia Warszawa i Syreny Warszawa, a po wojnie walczył w barwach Orła Warszawa i Grochowa Warszawa. 
Uprawiał pięściarstwo z przerwą wojenną w latach 1930−1948. Uczestniczył w igrzyskach olimpijskich w Berlinie 1936 roku, odpadając w ćwierćfinale wagi muszej (został wystawiony za kontuzjowanego Szapsela Rotholca). Startując w mistrzostwach Europy w Mediolanie 1937, został wicemistrzem Europy w kategorii muszej. Dwa lata później na mistrzostwach Europy w Dublinie 1939, swój udział zakończył już w eliminacjach wagi koguciej. Uczestnicząc w mistrzostwach Polski, trzykrotnie wywalczył mistrzostwo w 1935 i 1936 w kategorii muszej, a w 1939 w wadze koguciej. Był też brązowym medalistą w 1946 w tej samej wadze. Czterokrotnie wraz z Wartą został drużynowym mistrzem Polski w latach 1934, 1935, 1936 i 1937. 13 razy wystąpił w reprezentacji Polski, odnosząc 8 zwycięstw, 1 remis i 4 porażki w latach 1936–1939.

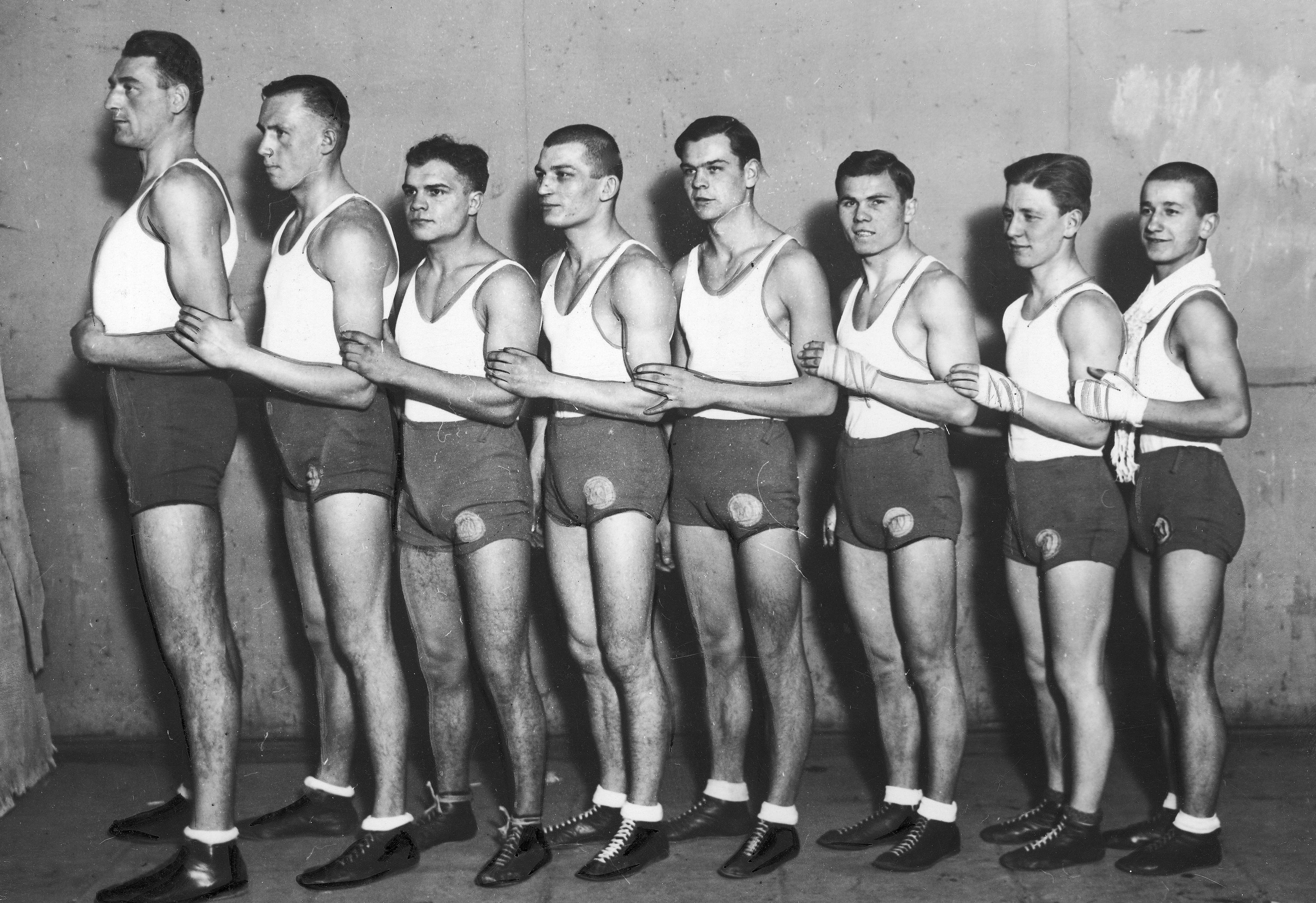
Drużyna bokserska Warty Poznań (1935). Stoją od lewej: Stanisław Piłat, Franciszek Szymura, Antoni Kruszyna, Janisław Sipiński, Władysław Jarecki, Tadeusz Rogalski, Wincenty Wirski i Edmund Sobkowiak

W swojej karierze stoczył 350 walk, z czego 314 wygrał, 13 zremisował i 23 przegrał.
Uczestnik powstania warszawskiego, starszy strzelec, ps. Wyrwik, dwukrotnie ranny, w walkach zginął jego młodszy brat Florian (1921–1944), również bokser. Po upadku powstania trafił do obozu jenieckiego w pobliżu Essen.
W październiku 1945 powrócił do Warszawy, gdzie pracował w Zakładach Wytwórni Silników Wysokoprężnych im. M. Nowotki. Na krótko powrócił do boksu walcząc w barwach stołecznych klubów Orła (1946) i Grochowa (1946–1948).
Pochowany 21 maja 1988 na cmentarzu Bródnowskim (kwatera 114G-5-31).